# 佐世保工業高等専門学校
佐世保工業高等専門学校（させぼこうぎょうこうとうせんもんがっこう、英称:National Institute of Technology, Sasebo College (NIT, Sasebo College)）は、長崎県佐世保市沖新町にある国立高等専門学校。全国に51校ある国立高等専門学校の1校。1962年に設置された。略称は佐世保高専。NITS。

## 概要
長崎県では唯一の高等専門学校である。
高専生は「生徒」ではなく「学生」である。教員には職員室というものはなく1人、または2、3人程度の同学科の教官の教官室というものがある。
3年生までは制服、4年生以上は私服である。さらに専攻科が2年生まである。
本学の校長は、慣例的に九州大学で教授職を退いた人物が務めている。

## 学科（準学士課程）
- 機械制御工学科
- 電気電子工学科
- 情報知能工学科
- 化学生物工学科

## 専攻科（学士課程）
- 複合工学専攻

## 沿革
- 1962年（昭和37年）
  - 4月1日 -「佐世保工業高等専門学校」（現校名）が開校。機械科2学級（定員80名）電気電子工学科1学級（定員40名）を設置。元九州大学教授工学博士 大脇策市が初代校長に任ぜられた。
  - 4月23日 - 開校式および第1回入学式を挙行。
- 1966年（昭和41年）4月1日 - 工業化学科1学級（定員40名）を新設。
- 1969年（昭和44年）4月1日 - 低学年（1・2年）の全寮制を実施。
- 1988年（昭和63年）4月1日 - 機械工学科2学級（定員80名）を機械工学科1学級（定員40名）と電子制御工学科1学級（定員40名）に改組。
- 1991年（平成3年）4月1日 - 工業化学科を物質工学科に改組。
- 1997年（平成9年）4月1日 - 専攻科（機械工学専攻（定員4名）、電気電子工学専攻（定員8名）、物質工学専攻（定員4名））を増設。
- 2009年（平成21年）4月1日 - 技術室が組織。

## マスコットキャラクター
- トビウオを模したメカアゴ君が存在する。
- 近年、新マスコットとしてメカタツ君が誕生した。

## 著名な出身者
- 高尾慶二 - 写メール開発者
- 中尾充宏 - 数学者、九州大学名誉教授、元早稲田大学教授、元佐世保工業高等専門学校校長、日本数学会秋季賞
- 多比良和誠 - 生物学者、元東京大学教授
- 永松亮 - ゲームミュージック作曲家
- 梅崎太造 - 工学者、名古屋工業大学教授、指紋認証技術の先駆者、産学官連携功労者表彰
- 香田哲朗 - アカツキ共同創業者・代表取締役CEO
- 佐藤龍二 - ミルボン社長
- 田川智樹 - アリアケジャパン代表取締役社長
- 渡邊耕一 - Cygames代表取締役社長
- 福田健太郎 - 漫画家
- 北口功幸 - 亀山電機創業者、代表取締役会長

## その他
- 2003年に公開された映画『ロボコン』に登場する二足歩行ロボットは、電子制御科が製作した「ムーンウォーカー」であり、製作者を含む数名の学生が映画出演を果たしている。
- アイデア対決・全国高等専門学校ロボットコンテスト(2001年)[1]ではアイデア倒れ賞を獲得した。
- 2012年9月16日放送分、テレビ朝日系朝日放送制作の『大改造!!劇的ビフォーアフター』で、夏休みの期間中、ラグビー部の部室のリフォームを夏休み返上で部員達と匠が手を組んでリフォームを行った。因みに予算は100万円であった。
- アイデア対決・全国高等専門学校ロボットコンテスト(2018年)[1]では九州大会にて審査員推薦枠で2年振りとなる全国大会出場を決め、技術賞を獲得した。

## アクセス
- 西肥バス（させぼバスが担当）「沖新町」または「（沖新町経由）東浜」行きで「自動車検査登録事務所前」下車
- JR佐世保線日宇駅から徒歩20分

## 周辺
- 佐世保市立天神小学校
- イオン白岳店
- 佐世保中央自動車学校